# Ida Skoglund
Ida Louise Skoglund född 31 december 1993, är en förut aktiv, svensk handbollsspelare. Är vänsterhänt och har spelat högernia och högersexa.

## Karriär
Ida Skoglund började spela på sin hemort Ljusne i Ala IF. 2009 värvades hon till Arbrå HK som hon spelade för en säsong innan IF Hellton lyckades att få hennes namn på kontrakt. Ida Skoglund hade då varit med på Riksläger för juniorlandslaget. Hellton spelade  i damallsvenskan 2011-2012 och Ida Skoglund var framgångsrik i klubben. Klubben tog till kval till elitserien mot Kroppskultur men man förlorade kvalet. Ida Skoglund var så framgångsrik att svenska ungdomslandslaget blev aktuellt för henne.  Hon var med och tog VM-guld i Tjeckien 2012. Ida Skoglund skrev på ett kontrakt med  Skövde HF. Men hon bröt kontraktet och vill hemåt och började spela för Strands IF i Hudiksvall istället. Sen spelade Ida Skoglund i division 1 för Strand. Klubben tog sig till allsvenskan 2014-2015 men Ida Skoglund råkade ut för en korsbandsskada alldeles före säsongen. Strand hade inte kvalité för allsvenskan utan blev sist och nedflyttade. Under säsongen 2015-2016 slutade hon med handbollen. Hon tog sig aldrig tillbaka från knäskadan.
Ida Skoglund gjorde 27 matcher i ungdomslandslaget och gjorde 33 mål. Har aldrig spelat i A-landslaget.

## Meriter
- U 20 VM-guld med Sveriges U-20 damlandslag

## Klubbar
- Ala IF i Ljusne -2009 (moderklubb)
- Arbrå HK 2009-2010
- IF Hellton 2010-2012
- Skövde HF 2012 (Bröt kontraktet)
- Strands IF 2012-2016